# Turn Them Into Gold
Albums de Ladylike Dragons
Heart Burst
(2009)
Turn Them Into Gold est le deuxième album des Ladylike Dragons, publié le 10 octobre 2011 en France.

## Liste des titres
| No  | Titre                  | Durée |
| --- | ---------------------- | ----- |
| 1.  | He Saved The Son       | 2:52  |
| 2.  | Love And So On         | 3:28  |
| 3.  | I'm A Shoegazer        | 3:48  |
| 4.  | My Dad                 | 4:38  |
| 5.  | Turn Them Into Gold    | 2:58  |
| 6.  | Compromise             | 5:06  |
| 7.  | Magic Potion           | 3:06  |
| 8.  | Sun Dog Trail          | 3:44  |
| 9.  | Your Enemy             | 4:33  |
| 10. | No Time To Mess Around | 3:28  |